# Ahaetulla isabellina
Ahaetulla isabellina é uma espécie de serpente arborícola endêmica do sul dos Gates Ocidentais, na Índia.

## Taxonomia
Anteriormente considerada uma subespécie de Ahaetulla nasuta, que agora é reconhecida como endêmica apenas do Sri Lanka, um estudo de 2020 revelou que A. nasuta constitui um complexo de espécies, incluindo A. nasuta sensu stricto, A. isabellina, A. borealis, A. farnsworthi e A. malabarica, elevando A. isabellina ao status de espécie. O epíteto específico refere-se à coloração amarelo-isabelina do corpo dorsal da espécie, que a distingue de outras espécies do complexo.

## Descrição
Um adulto pode atingir um comprimento total de 1 m. O corpo muito esguio é verde-claro ou oliva uniforme a marrom-claro, com manchas azuis obscuras. A escama rostral, as infralabiais e a parte central do corpo ao longo do ventre são verde-claro a azul-claro; às vezes, há uma faixa ventral amarela ao longo das escamas ventrais quilhadas. A pele entre as escamas é branca com barras pretas a barras brancas convergentes ao longo do corpo anterior, tornando-se avermelhada ao longo do corpo posterior. A cauda e as escamas subcaudais são verdes. Os olhos variam de amarelo a laranja com padrões marmorizados marrons claros; a pupila é horizontal com uma coloração azul clara ou amarela ao seu redor.

Em geral, a escamação apresenta as seguintes variações intraespecíficas: ventrais 167-183 quilhadas; subcaudais em machos 159-167 divididas e em fêmeas 105-149 divididas; fileiras de escamas lisas ao redor do corpo em 15-15-13/11 fileiras dispostas obliquamente; supralabiais 8-9, com a 5ª ou 6ª em contato com o olho; 4ª supralabial dividida; infralabiais 8-9; pré-suboculares 1 ou 2; pré-oculares 1 (tanto à esquerda quanto à direita); pós-oculares 1 ou 2; suboculares ausentes; temporais 1+2 ou 2+2.

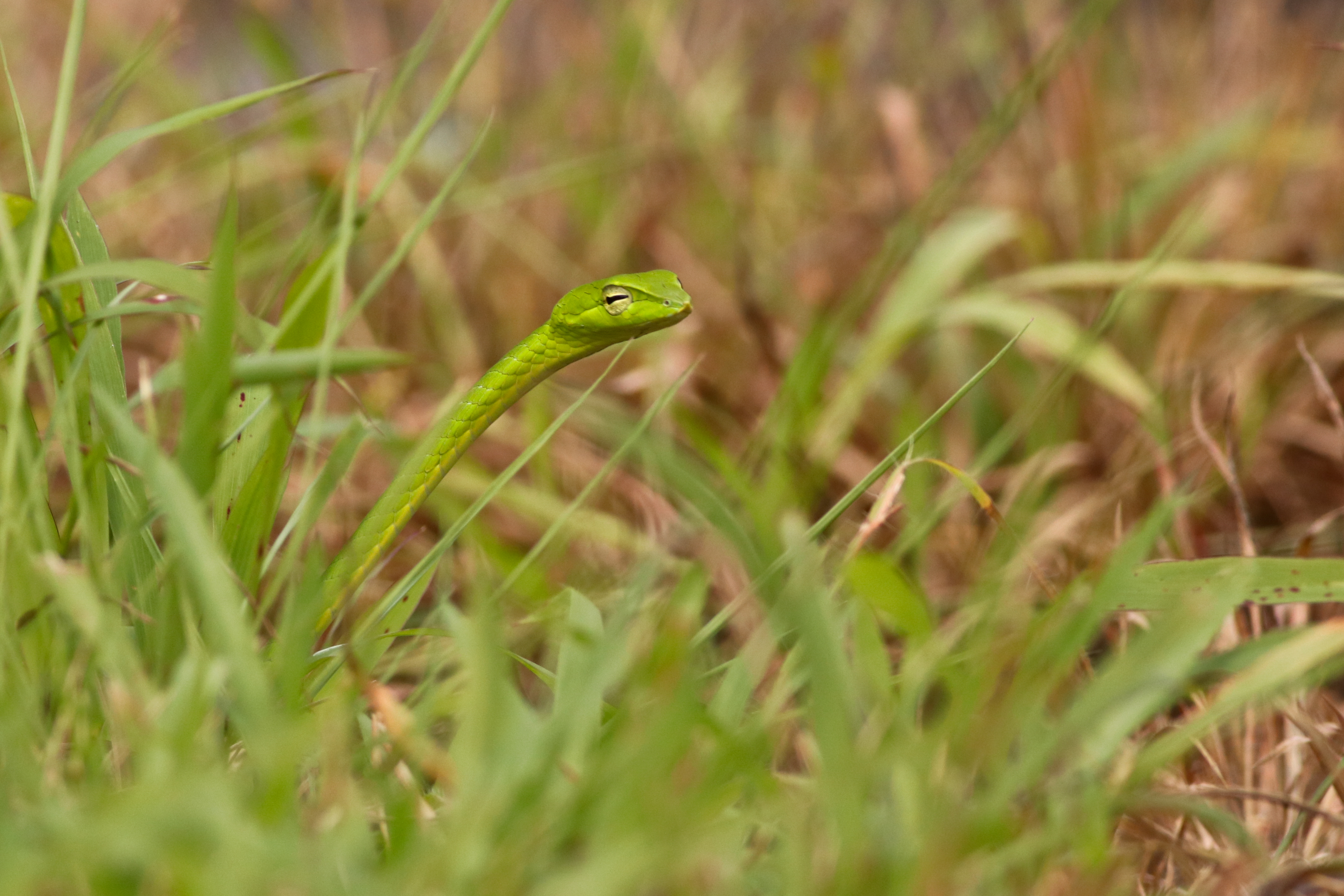
Ahaetulla isabellina dos Gates Ocidentais, Kerala Central

## Distribuição geográfica
Esta espécie está distribuída no sul dos Gates Ocidentais, em Tamil Nadu e Kerala, ao sul da Falha de Palakkad [en], desde as colinas Anaimalai até a área da floresta de reserva de Kalakkad, embora mais estudos sejam necessários para determinar o limite sul da distribuição da espécie.

## Habitat
A espécie habita florestas perenes dos Gates Ocidentais, em altitudes que variam de aproximadamente 550 m a 1475 m acima do nível do mar.